# Celebrity Playhouse
Celebrity Playhouse è una serie televisiva statunitense in 30 episodi trasmessi per la prima volta nel corso di una sola stagione dal 1955 al 1956.
È una serie di tipo antologico in cui ogni episodio rappresenta una storia a sé. Gli episodi sono storie di genere vario, perlopiù drammatico.

## Interpreti
La serie vede la partecipazione di diversi attori, alcuni dei quali interpretarono diversi ruoli in più di un episodio.
- Scott Brady (2 episodi, 1955-1956)
- Angela Lansbury (2 episodi, 1955-1956)
- Howard Duff (2 episodi, 1956)
- Philip Carey (2 episodi, 1955-1956)
- Sylvia Sidney (2 episodi, 1955-1956)
- Jan Sterling (2 episodi, 1956)
- William Bishop (2 episodi, 1955-1956)
- Ellen Drew (2 episodi, 1955-1956)
- Phyllis Kirk (2 episodi, 1956)
- Gale Robbins (2 episodi, 1956)
- Steve Brodie (2 episodi, 1956)
- William Leslie (2 episodi, 1956)
- Larry J. Blake (2 episodi, 1956)
- Robert Burton (2 episodi, 1955-1956)
- Michael Granger (2 episodi, 1955-1956)
- Cheryl Callaway (2 episodi, 1955-1956)
- Arthur Franz (2 episodi, 1956)
- Lester Matthews (2 episodi, 1955)
- Vic Perrin (2 episodi, 1955)

## Produzione
Diversi episodi furono prodotti da William Sackheim per la Screen Gems.

### Registi
Tra i registi sono accreditati:
- James Neilson in 7 episodi (1955-1956)
- Gerald Freedman in 6 episodi (1955-1956)
- Anton Leader in 5 episodi (1956)
- James Sheldon in 4 episodi (1956)
- Arnold Laven in 2 episodi (1955-1956)
- Fred F. Sears in 2 episodi (1955-1956)

### Sceneggiatori
Tra gli sceneggiatori sono accreditati:
- Frederick Brady in 5 episodi (1955-1956)
- Jack Laird in 3 episodi (1956)
- D.D. Beauchamp in 2 episodi (1956)

## Distribuzione
La serie fu trasmessa negli Stati Uniti dal 27 settembre 1955 al 19 giugno 1956 sulla rete televisiva NBC.

## Episodi
| Stagione       | Episodi | Prima TV USA |
| -------------- | ------- | ------------ |
| Prima stagione | 39      | 1955-1956    |